# Qimen
Qimen (en chino, 祁门; pinyin, Qímén, léase Chi-Men) es un condado  bajo la administración directa de la Prefectura Huangshan en la Provincia de Anhui, República Popular China.  Su área es de 2214 km² y su población total para 2018 160 superó los mil habitantes. 

## Administración
Desde julio de 2020, el  Condado Qimen se divide en 18 pueblos que se administran en 10 poblados y 8  villas.